# Haulotte Group
Haulotte Group è il maggiore produttore francese a livello internazionale di piattaforme di lavoro aeree, la terza azienda più grande al mondo in questo settore.

## Storia

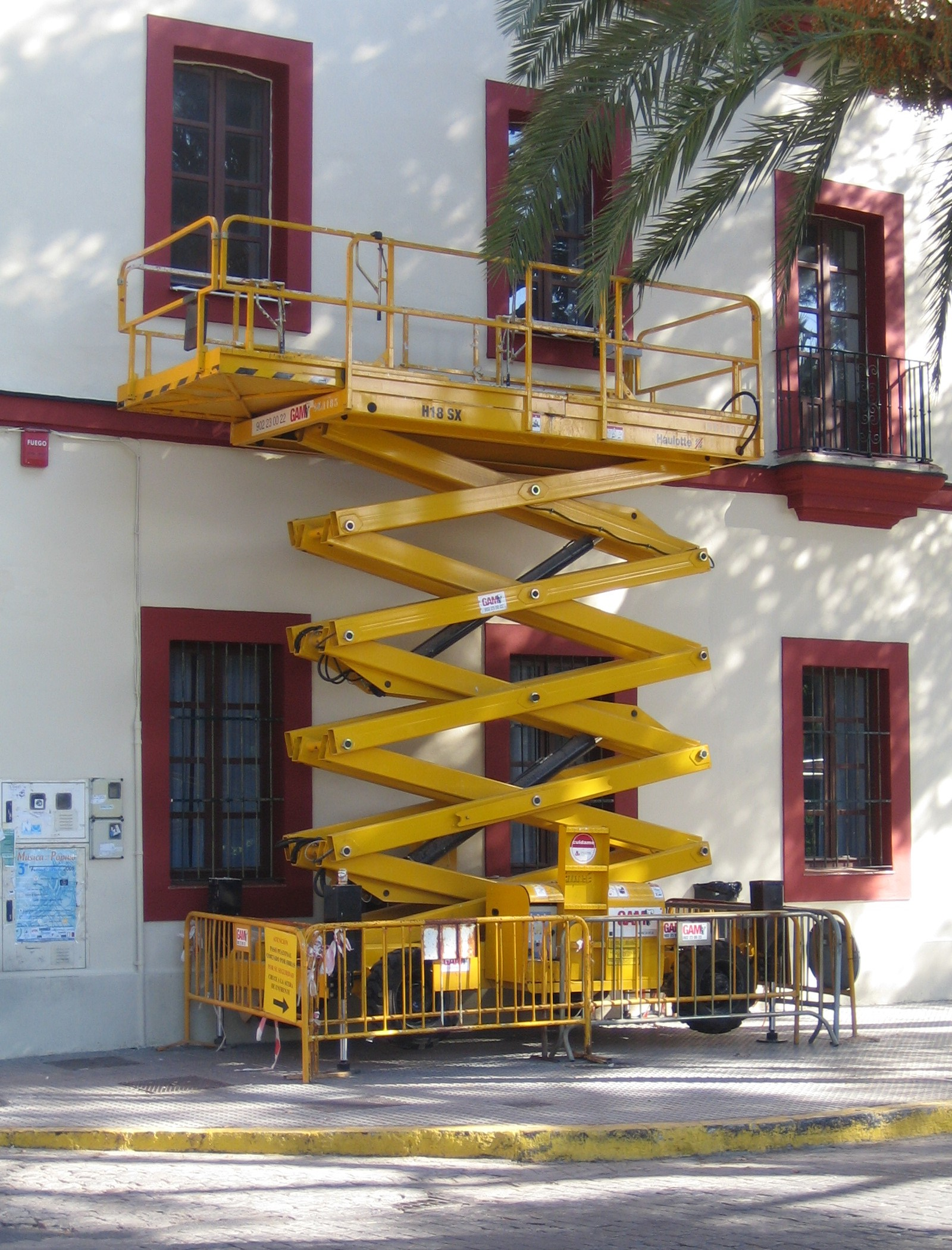
Haulotte H18 SX

Haulotte Group nacque dalla fusione di Pinguely e Haulotte nel 1995, chiamata Haulotte Group nel 2005.
La Pinguely era una azienda francese nata nel 1881 che produceva principalmente locomotive a vapore mentre Haulotte nacque nel 1924 dal suo fondatore Arthur Haulotte che produceva principalmente gru elevatrici sollevatori di materiale.